# Сарич

Карта регіону

44°23′14″ пн. ш. 33°44′17″ сх. д. / 44.38722° пн. ш. 33.73806° сх. д.
Са́рич (крим. Sarıç) — мис в південно-західній частині Криму. Одна з найпівденніших точок України та Кримського півострова поряд із сусіднім мисом Миколая.

## Загальний опис
Найбільш поширеною є думка, що назва походить від характерного кольору оточуючих гір — Сарич дослівно з тюркських мов означає «тканий золотом». Давні греки називали цей мис Кріу-Метопон (Баранячий лоб).
1898 року на мисі Сарич було збудовано маяк, що існує й донині. Світло маяка вночі видно за 17 морських миль (40 км) від берега.
Мис Сарич знаходиться між Ласпінською бухтою та Форосом. За 5 км від мису Сарич знаходиться селище Форос, відстань до центру Севастополя — 30 км, до Ялти — близько 40 км.
Відстань від мису Сарич до мису Керемпе на Анатолійському узбережжі Туреччини  (найпівнічнішої точки Туреччини) — ≈263 км (142 милі). Це найвужче місце у Чорному морі.

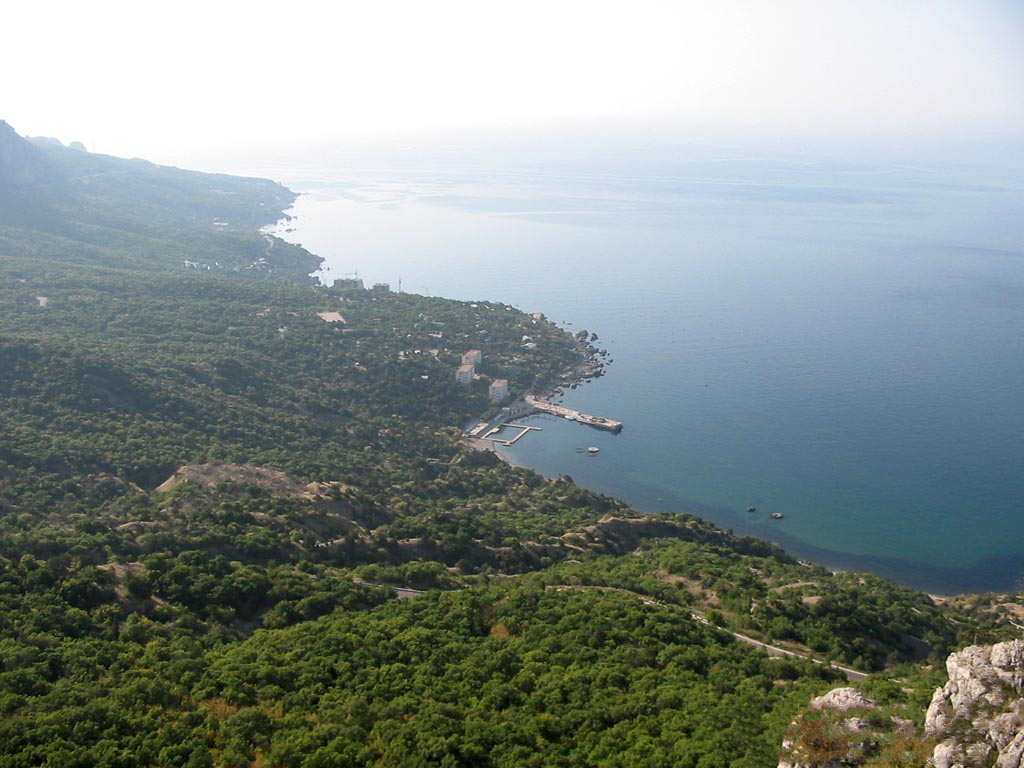
Панорамний вид на мис Сарич

Складається з вапняків. Схід часто опускається до моря у вигляді величезних вапнякових брил (кам'яних «хаосів»). На схилах — розріджений ліс з ялівця високого, (вік 300—500 років), дуба пухнастого, граба східного, фісташки туполистої; в підліску — мускус понтійський, ладан кримський. Крім того, тут росте грабинник, держидерево, жасмин кущовий, іглиця понтійська та інші дерева і чагарники. Росте 2000-річний екземпляр ялівця.
Навколо маяка, починаючи з 2005 року, точиться суперечка між Україною та Росією. З серпня 2005 маяк окуповано російськими військовослужбовцями. Незважаючи на рішення Господарського суду Севастополя про те, що Росія має повернути Україні 77 гідрографічних об'єктів (В тому числі — маяк на мисі Сарич), російські війська до сих пір незаконно утримують маяк.
29 травня 2013 року члени робочої групи Спеціальної контрольної комісії Верховної Ради України з питань приватизації на чолі з Едуардом Леоновим прибули на маяк, аби проконтролювати дотримання вимог приватизації житла громадянами України у Севастополі, зокрема на території маякових містечок, однак представники ЧФ РФ перешкодили народним депутатам та журналістам у здійсненні їхніх повноважень та реалізації громадянських прав.

## Стосовно конфліктної ситуації навколо маяка на м. Сарич
- На південь від мису Сарич української землі немає
- Росію обвинувачують у захопленні українського мису Сарич і маяка
- «Сарич» обнесли колючим дротом і встановили російський прапор
- Начальник маяка «Сарич» звернувся з відкритим листом до Президента України
- Українцям вхід заборонено…